# آلفرد آبردام
آلفرد آبردام (انگلیسی: Alfred Aberdam; ۱۴ مهٔ ۱۸۹۴ – ۳ دسامبر ۱۹۶۳) نقاش اهل لهستان بود.